# Фрутильяр
Фрутильяр (ісп. Frutillar) — місто в Чилі. Адміністративний центр однойменної комуни. Населення - 9118 осіб (2002). Місто і комуна входить до складу провінції Ллянкіуе і регіону Лос-Лагос.
Територія комуни – 831,4 км². Чисельність населення - 17 141 мешканець (2007). Щільність населення - 20,62 чол./км².

## Розташування
Місто розташоване за 40 км на північ від адміністративного центру області міста Пуерто-Монт.
Комуна межує:
- на півночі - з комуною Пурранке
- на північному сході - з комуною Пуерто-Октай
- на сході - з комуною Пуерто-Варас
- на півдні - з комуною Ллянкіуе
- на заході - з комуною Фресія

## Демографія
Згідно з даними, зібраними в ході перепису Національним інститутом статистики, населення комуни становить 17 141 особу, з яких 8783 чоловіки та 8358 жінок.
Населення комуни становить 2,16% від загальної чисельності населення регіону Лос-Лагос. 34,19% належить до сільського населення та 65,81% - міське населення.